# Paul Griffig
Paul Griffig (* 28. Juni 1992 in Aachen) ist ein deutscher Laiendarsteller.

## Leben und Karriere
Griffig gehörte von dem 24. Januar 2017 (Folge 1030) bis zum 27. August 2018 (Folge 1433) zum Hauptcast der Reality-Seifenoper Köln 50667 des Fernsehsenders RTL II, wo er die Rolle des charmanten Lebenskünstlers Florian „Flo“ Benner spielte.

## Filmografie
- 2017–2018: Köln 50667 als Florian Benner